# روئیدر امام آباد (کنارک)
روئیدر امام آباد یک روستا در ایران است که در استان سیستان و بلوچستان واقع شده‌است.